# Jarl Jergmar
Jarl Jergmar, född 1935, är en svensk präst och teologie doktor i kyrkohistoria vid Lunds universitet 1970 på en avhandling om tillkomsten av Svenska kyrkans biskopsmöte. 
Efter prästvigning i Luleå stift med tjänstgöring i olika församlingar och som biskopen Ivar Hylanders adjunkt tjänstgjorde Jergmar åren 1970-2003 som kyrkoherde i Rikssvenska Olaus Petri-församlingen i Helsingfors. Tjänsten som utlandskyrkoherde där innebar dessutom funktionen som ambassadpredikant. 
Som emeritus har Jergmar tjänstgjort i flera församlingar i Strängnäs stift och varit drivande i stiftets herdaminneskommitté. Han utnämndes av biskopen Johan Dalman år 2017 till prost honoris causa.